# Pilophoneus krugeri
Pilophoneus krugeri là một loài ruồi trong họ Asilidae. Pilophoneus krugeri được Oldroyd miêu tả năm 1974. Loài này phân bố ở vùng nhiệt đới châu Phi.